# Srinagar (Distrikt)
Der Distrikt Srinagar (Urdu: ضلع سری نگر) ist ein Verwaltungsdistrikt im indischen Unionsterritorium Jammu und Kashmir.
2007 wurde der nördliche Teil herausgelöst und bildet seitdem den neu gegründeten Distrikt Ganderbal. Sitz der Distriktverwaltung ist Srinagar.
Der Distrikt Srinagar befindet sich zentral im Kaschmirtal. Der Distrikt hat eine Fläche von 1979 km² und 1.236.829 Einwohner (Volkszählung 2011). Die Bevölkerungsdichte liegt bei 625 Einwohnern pro Quadratkilometer.
Im Distrikt liegt der 21 Quadratkilometer große Dal-See mit einer reichen Fauna. Weitere Sehenswürdigkeiten sind der Hazratbal-Schrein (mit einem Haar, das angeblich aus dem Bart des Propheten Mohammed stammt), der Shankaracharya-Tempel (der wahrscheinlich älteste in Kashmir) und die Große Moschee (Jama Masjid).